# لوركي
بلدية لورقي أو (نقحرة: لوركي) (بالإسبانية: Lorquí) هي بلدية تقع في منطقة مرسية جنوب شرق إسبانيا.

## الديموغرافيا
بلغ عدد سكان بلدية لورقي 7.048 نسمة عام 2011 (وفقاً للمعهد الوطني الإسباني للإحصاء).
| 5.424 | 5.527 | 5.833 | 6.277 | 6.714 | 6.996 | 7.048 |